# Charles Aznavour (Il faut savoir)
Cet article concerne l'album de Charles Aznavour. Pour la chanson de Charles Aznavour, voir Il faut savoir (chanson).
Albums de Charles Aznavour
Charles Aznavour (Je m'voyais déjà)
(1960) Charles Aznavour accompagné par Burt Random et Paul Mauriat
(1962)
L'album Charles Aznavour sorti en décembre 1961 est le huitième album studio français du chanteur Charles Aznavour. Il est communément appelé Il faut savoir.
Il s'est classé dans les dix meilleures ventes en France, en Italie, en Belgique, en Israël et dans d'autres pays.
L'album comprend des chansons de Charles Aznavour, Georges Garvarentz, Michel Legrand, Eddie Barclay et autres.
Il a été réédité en 1995 par EMI.

## Liste des titres
1. Il faut savoir (Charles Aznavour)
2. Ne crois surtout pas (Charles Aznavour)
3. Avec ces yeux-là (Charles Aznavour / Eddie Barclay / Michel Legrand)
4. Le Carillonneur (Charles Aznavour / Bernard Dimey)
5. J'ai tort (Charles Aznavour / Jacques Plante)
6. Lucie (Charles Aznavour)
7. Voilà que ça recommence (Charles Aznavour)
8. La Marche des anges (Charles Aznavour / Georges Garvarentz)

### Liste des chansons de la réédition en CD de 1995
1. Il faut savoir (Charles Aznavour)
2. Ne crois surtout pas (Charles Aznavour)
3. Avec ces yeux-là (Charles Aznavour / Eddie Barclay / Michel Legrand)
4. Le Carillonneur (Charles Aznavour / Bernard Dimey)
5. J'ai tort (Charles Aznavour / Jacques Plante)
6. Lucie (Charles Aznavour)
7. Voila que ça recommence (Charles Aznavour)
8. La Marche des anges (Charles Aznavour / Georges Garvarentz)
9. Alleluia (Charles Aznavour
10. L'amour c'est comme un jour (Charles Aznavour / Yves Stephane)
11. Notre amour nous ressemble (Charles Aznavour / Jacques Plante)
12. Au rythme de mon cœur (Charles Aznavour / Léo Missir)
13. Esperanza (Charles Aznavour / Ramon Cabrera)
14. Les Comédiens (Charles Aznavour / Jacques Plante)
15. Trousse Chemise (Charles Aznavour / Jacques Mareuil)
16. Tu n'as plus (Charles Aznavour)
17. Dolores (Charles Aznavour / Jacques Plante)
18. Les Petits Matins (Charles Aznavour / Léo Missir)

## Personnel
- Charles Aznavour : auteur, compositeur, chant
- Burt Random : orchestre